# Zacacuautla
Zacacuautla es una localidad de México perteneciente al municipio de Acaxochitlán en el estado de Hidalgo.

## Toponimia
Zaca-cuautla, del náhuatl; derivado de zacacuallí, paja áspera o dura y la final tla de plural.

## Geografía
La localidad se encuentra localizada en las coordenadas geográficas 20°12′54.999″N 98°13′44.366″O / 20.21527750, -98.22899056, con una altitud de 2195 m s. n. m. Se encuentra a una distancia aproximada de 15.41 kilómetros al norte de la cabecera municipal, Acaxochitlán. Se encuentra en la región geográfica de la Sierra de Tenango.
En cuanto a fisiografía se encuentra dentro de la provincia del Eje Neovolcánico dentro de la subprovincia de Lagos y Volcanes de Anáhuac; su terreno es de sierra. En lo que respecta a la hidrología se encuentra posicionado en la región Tuxpan-Nautla, dentro de la cuenca del río Cazones, en la subcuenca del río San Marcos. Cuenta con un clima templado húmedo con abundantes lluvias en verano.

## Demografía
En 2020 registró una población de 2113 personas, lo que corresponde al 4.59 % de la población municipal. De los cuales 970 son hombres y 1143 son mujeres. Tiene 515 viviendas particulares habitadas.
| Gráfica de evolución demográfica de Zacacuautla entre 1900 y 2020                            |
|                                                                                              |
| Población de los censos y conteos del Instituto Nacional de Estadística y Geografía (INEGI). |